# Anna Kuliscioff (miniserie televisiva)
Anna Kuliscioff è uno sceneggiato televisivo italiano del 1981, diretto da Roberto Guicciardini e con protagonista Marina Malfatti. Nel cast figurano inoltre Massimo Dapporto, Massimo Ghini, Mario Maranzana e Lina Sastri. Le puntate dello sceneggiato sono state riproposte nel 1992 nella rubrica Filo Rosso di Gianni Bisiach per TV2-Dipartimento Scuola Educazione.

## Trama
Lo sceneggiato Anna Kuliscioff, diretto da Roberto Guicciardini e trasmesso nel 1981, racconta la vita della celebre rivoluzionaria, medico e giornalista russa naturalizzata italiana. Figura chiave del socialismo italiano, Kuliscioff fu, tra i fondatori e principali esponenti del Partito Socialista Italiano e si distinse per il suo impegno nelle lotte politiche e sociali.
La serie, composta da cinque episodi, è stata trasmessa a partire dal 4 marzo 1981. La protagonista è interpretata da Marina Malfatti.
Attraverso la narrazione del suo percorso personale e professionale, lo sceneggiato mette in luce il ruolo di Anna Kuliscioff nelle battaglie per i diritti delle donne e dei lavoratori, offrendo uno spaccato storico del periodo e delle sfide affrontate da una delle più influenti esponenti del socialismo italiano.